# 梅桑西
梅桑西（法語：Messancy，法語發音：[mεsɑ̃si]）是比利时瓦隆大区盧森堡省阿爾隆區的一个市镇，东与卢森堡大公国接壤，通行法语，是比利时法语社群的一部分，面积52.43平方千米，人口8,185人（2018年1月1日）。

## 友好城市
- 法國 萨勒